# 格羅希鄉
47°22′N 23°22′E / 47.37°N 23.37°E
格羅希鄉（羅馬尼亞語：Comuna Groși, Maramureș），是羅馬尼亞的鄉份，位於該國西北部，由馬拉穆列什縣負責管轄，面積24平方公里，海拔高度276米，2007年人口2,474，人口密度每平方公里105人。